# منطقه خطر (فیلم)
منطقه خطر (به انگلیسی: Danger Zone) نام فیلمی محصول ۱۹۹۶ به کارگردانی الن ایستمن و بازیگری بیلی زین و رابرت داونی جونیور است. شایان ذکر است که این فیلم در ژانر اکشن و درام است و بیلی زین در این فیلم در کنار همسر سابقش لیزا کولینز به ایفای نقش پرداخته‌است.